# Katie Davies
Katie Davies, född 1978, är en brittisk barnboksförfattare.
Davies är författare av bland annat Den stora hamstermassakern och Den stora kaninräddningen. Hon är gift med skådespelaren Alan Davies.